# 八柱神社 (岡崎市)
八柱神社（やはしらじんじゃ）は、愛知県岡崎市欠町にある神社。天正7年創建。

## 社号の由来
神道において神様の数え方は「柱」を用いる。熊野権現の5男神と3女神の8神を主祭神とし祀っていることから「八柱神社」と名付けられた。

## 旧社号と八柱神社の成り立ち
旧社号

旧社号を「八王子大権現」という。
社号の変更は、明治元年に明治新政府から発布された神仏分離令が関連している。令の発布により、岡崎藩においても社号改称のお触れが出された。一例によると「八王子」については「八柱社」に変更。本地垂迹の思想が色濃い「大権現」の記載は削除され、現在の社号の礎になったとみられる。
成り立ち

旧欠村にある廣見に祀られていた大日女靈尊（天照大神）と大己貴命（大国主命）、また明和4(1767)年に勧請された御鍬大神社の3柱を祀っていた社。加えて、下記の権現社と神明宮の分社。これらの社と神明宮を総称し「八王子大権現」と号したとされる。
関連する社

江戸時代後期に成立した『参河國名所圖繪』や参河の地誌『参河聰視禄』によると、現）八柱神社が座する石ケ崎には以下の社が座していたとされる。

岡崎信康が岡崎城主だった際の岡崎町奉行のひとり、松平新右衛門の義兄、且つ、元は紀伊の生まれで桜井村(安城市桜井町付近）より欠村に越してきた鈴木墨右衛門重辰が勧請した（熊野）権現社。
また、大永2(1522)年から天正17(1589)年の間、欠の郷の領主であった柴田一族の六郎が出家し開基・上意により神明宮別当となった裕傳寺より、正保3(1646)年に欠山に改葬された築山殿の御霊を祀る神明宮。

上記の社は、『岡崎市史　第七巻』によると大正2年2月22日に上記の廣見に遷座されたという記録がある。

名勝として

豊橋上伝馬の金物商であった夏目可敬が嘉永4(1851)年から8年を掛けて三河の名勝を記した『参河國名所圖繪』には欠村の名勝として、権現社と神明宮が記載されている。

また、寛政年間に江戸幕府が道中奉行に命じ文化3(1806)年に完成した『東海道分間延絵図』に於いても「鈴木墨右衛門屋敷跡」という記載と共に現在の八柱神社の所在地付近に鳥居の印が描かれている。

度々改編される由緒

原本が内閣文庫に保存されている、江戸時代末期に加茂久算が記した地誌『参河聰視禄　欠村記』においてはそれぞれの祭神・例祭・社地/境内広さ・社/拝殿寸法などが事細かく記されている。
その一方で、大正15(1926)年から昭和10(1935)年に岡崎市役所から刊行された『岡崎市史　第七巻』においては大己貴命・権現社・築山殿御霊は削除され、以下のように記されている。加えて、『岡崎市史』の編さん人を務めた伊賀八幡宮の宮司の嫡男・柴田顕正は以下引用文の内容を補填するために『参河聰視禄』を参考として用いている。
| 大正二年二月二十二日同町石ケ崎より無格社神明社を合祀した、此神明社の祭神を、今は天照大神となせど、實は徳川家康の室築山殿の靈を祀つたものであると傳へて居る。祭神は、五男三女の神、天照大神である。然るに参河総視禄には、石ケ崎神明社を合祀せざる以前、祭神二座、大日女靈尊、大己貴命となせるが、何に據つたものであろう。（参考の條参照） |

近年では、創建年度不明（神社内由緒）、及び鎌倉時代後期創建（神社内配布チラシ）と由緒の記載に乖離が見られる。

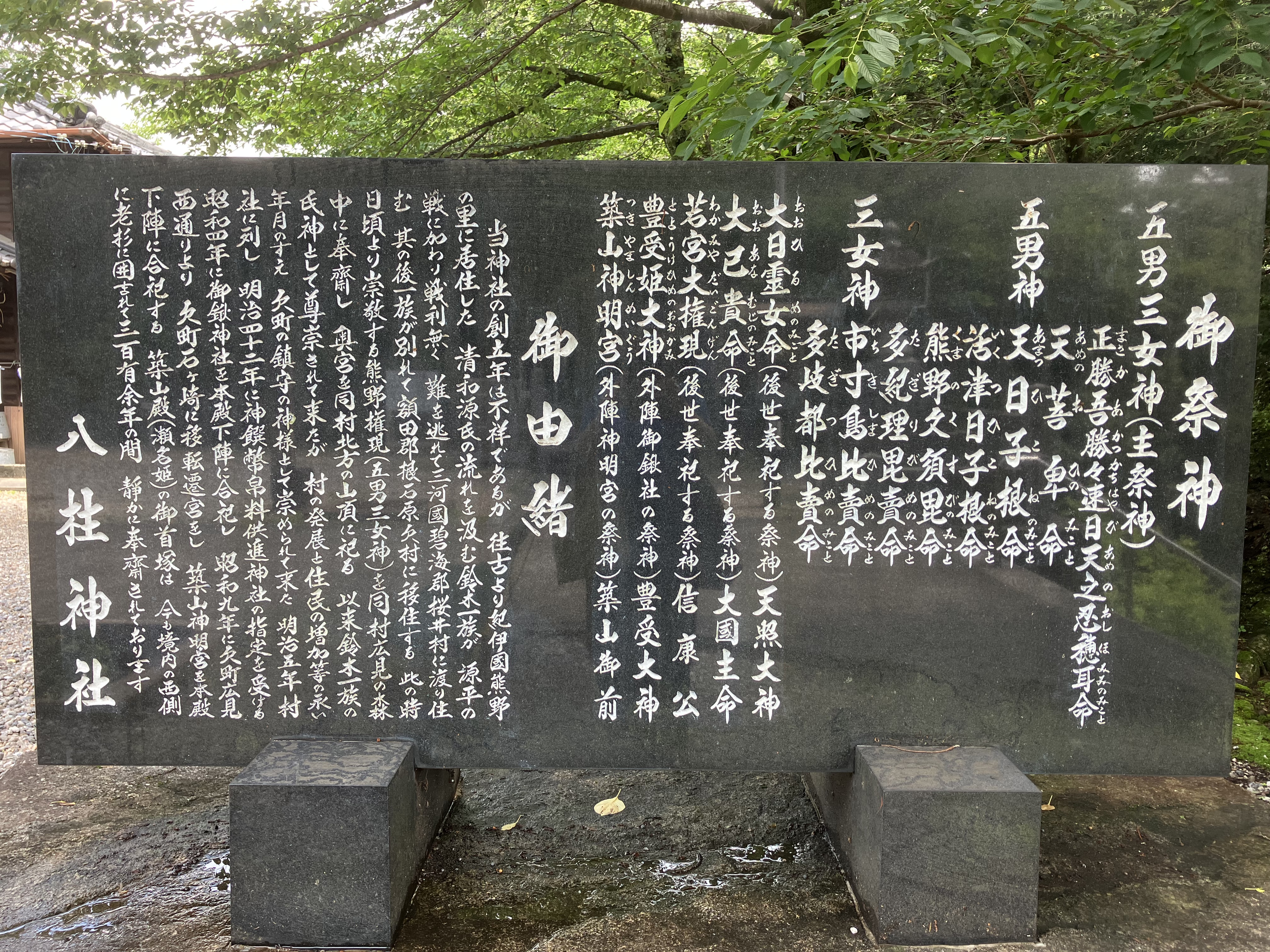
八柱神社 説明

加えて、大正2年2月22日に現）八柱神社が座する場所に在った権現社と神明宮が廣見に遷座され、また、昭和9年に廣見に座した八柱神社が現所在地に遷座された経緯や御祭神の度重なる変更は『岡崎市史』といった公的な記録に遺されていない。

近年伝わる由緒

古来、熊野に居住していた清和源氏の流れをくむ鈴木一族が源平合戦を経て、しばらく後に碧海郡桜井村（現在の安城市桜井町）に移り住んだ。その後、一族の一部が三河国（現在の岡崎市）欠村（現在の欠町、元欠町、根石町、栄町、朝日町4丁目、若宮町3丁目、及び西欠町）に再度移住。日ごろより崇敬していた熊野権現を同村・広見の森中に奉斎する。その奥宮を同村北方の山頂（現在地）に祀った。以降、鈴木一族の氏神として尊崇されたが欠村の発展と近隣住民の増加等、時代の移り変わりを経て同村の鎮守として崇められるようになった。
現在は近隣地域の鎮守とし崇敬されている。

### 歴史
- 天正7年(1579年） - 創建[1]
- 正保3年(1646年） - 築山殿の首塚の改葬[12]
- 明和4年（1767年） - 近隣に在った農業の守り神、御鍬神社を合祀する。
- 明治5年（1872年） - 村社に列する。
- 明治42年（1909年） - 神饌幣帛料供進神社に指定される。
- 大正2年（1913年） - 築山神明宮を本殿下陣に合祀される。
- 昭和9年（1934年） - 欠町広見西通りから現在地に移転遷宮
- 昭和52年（1977年） - 築山御前の首塚の改築工事

### 祭神
- 熊野権現（五男三女神）

正勝吾勝勝速日天之忍穂耳命
天菩卑命
天日子根命
活津日子根命
熊野久須毘命
多紀理毘賣命
市寸島比賣命
多岐都比賣命
- 大日霊女命（天照大神）
- 大己貴命（大国主命）

- 若宮大権現（松平信康公の御霊）
- 豊受姫大神（豊穣の神）

- 築山神明宮（築山御前の御霊）

### 合祀

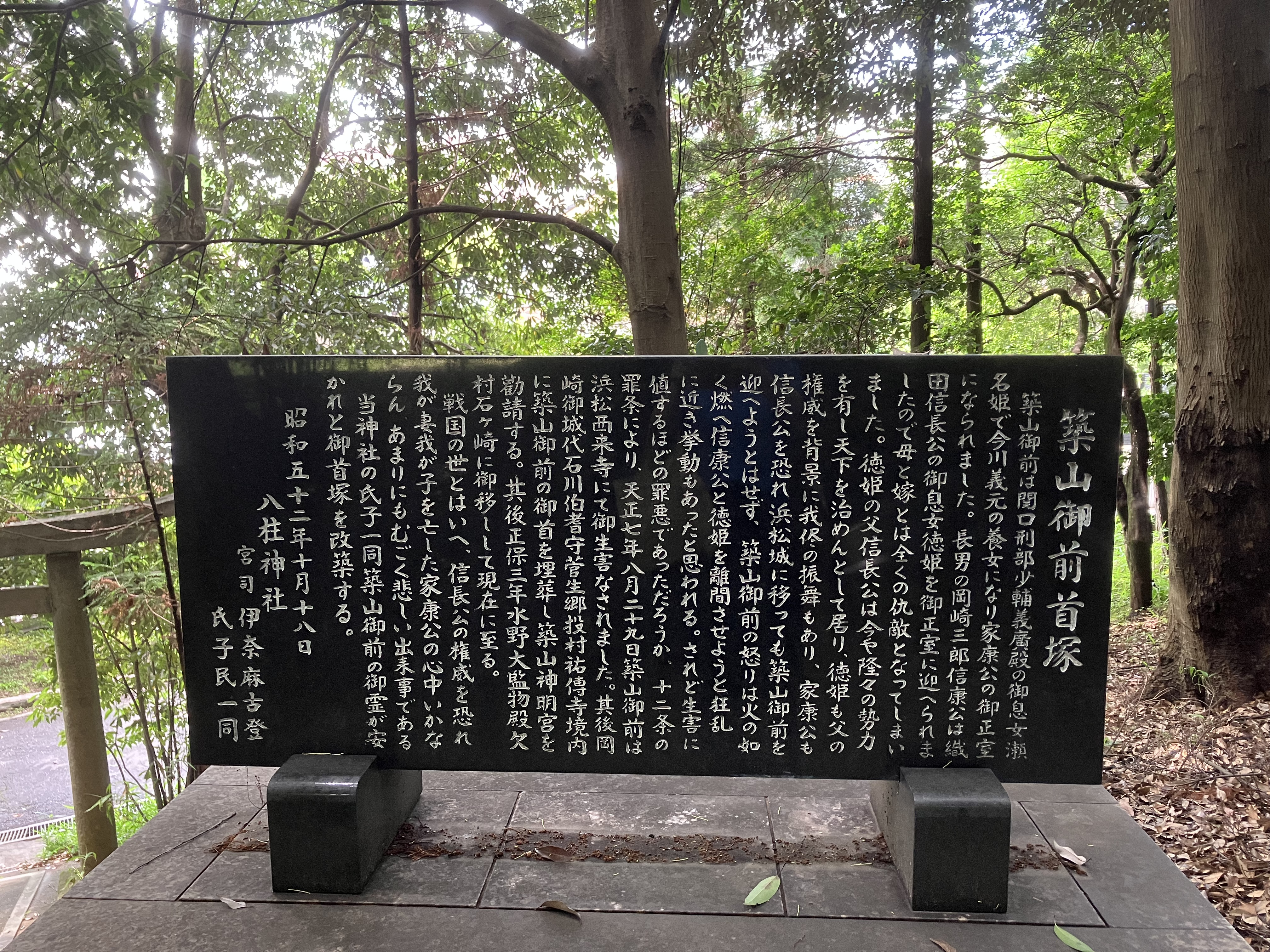
築山御前首塚

天正7年（1579年）、織田信長の命により小藪村（現在の浜松市中央区冨塚）で殺害された築山御前の御霊を祀る。築山御前の首は、織田信長の実検を受けた後に真宗高田派の祐傳寺（岡崎市両町）に埋葬されたが正保3年(1646年)に八柱神社の境内に改葬された。
改葬の経緯
正保2年(1645年）に岡崎藩主となった水野忠善は、田中吉政より始まり、その後の岡崎藩主・本多家へと引き継がれた城下町整備を引き続き行った。
正保3年（1646年）に水野忠善は投町（現・若宮町）南に位置し、築山殿の首塚があった祐傳寺を両町に移転させ、その跡地に下級武士の組屋敷を拡張したとされる。この際、欠村以西が岡崎城下となっている。
縁
加えて、上記の時代に岡崎藩主となった水野忠善の代、正保4年（1647年）より岡崎藩においても手永/大庄屋制度が始まった。『新編岡崎市史　近世３』によると、
| （中略） 旧武士の系譜を持つ家柄から、土豪層の優遇政策を通じて、領内地方支配を円滑にしようとする表れであろう。また岡崎領内には三河一向一揆の際に主人家康の敵側にまわり、その後御家人にも復帰できずに土豪的存在で在村大地主の地位を確立した家筋もかなり多く存在していた。 |

とある。
上記、岡崎藩内9名の手永/大庄屋に矢作川西側19か村を行政管理した欠村・2代目清右衛門の名があり、清右衛門は権現社を勧請した鈴木重辰の孫、及び、松平新右衛門の内縁の孫にあたると勘案される

### 例祭日
- 例大祭 - 10月18日
- 元旦祭 - 1月2日
- 月次祭 - 9月を除き、毎月18日（9月は10日に執り行う。二百二十日祭）

### ロケ地として
岡崎市が映像制作のロケーション撮影を誘致していることにより、八柱神社も映像のロケ地として活用されている。
作品名
- 映画『朽ちないサクラ』[17] ―2024年6月21日公開